# Dendrosoter sulcatus
Dendrosoter sulcatus är en stekelart som beskrevs av Muesebeck 1938. Dendrosoter sulcatus ingår i släktet Dendrosoter och familjen bracksteklar. Inga underarter finns listade i Catalogue of Life.